# Smeđa žabousta
Smeđa žabousta (lat. Podargus ocellatus) je vrsta ptice iz porodice žabousta. 
Rasprostranjena je u Australiji, Papui Novoj Gvineji, Indoneziji i Salomonskim Otocima također. Prirodna staništa su joj suptropske i tropske nizinske kišne šume.

## Taksonomija
Postoji pet priznatih podvrsta; nominalna ocellatus nalazi se u Novoj Gvineji i okolnim otocima. Dvije podvrste nalaze se na otocima Papue Nove Gvineje; intermedius nalazi se na otočju Trobriand i D'Entrecasteaux, meeki je endem otoka Tagula. Australija ima dvije podvrste; marmoratus nalazi se na poluotoku Cape York, plumiferus (lokalno poznata kao eng. plumed frogmouth – pernata žabousta) nalazi se u jugoistočnom Queenslandu.
Rigidipenna inexpectatus, endem na četiri otoka u Salomonskim otocima, prije se smatrao podvrstom. Godine 2007. je odijeljena u vlastiti rod, Rigidipenna.
Pet podvrsta su:
- P. o. ocellatus Quoy & Gaimard, 1830 - Nova Gvineja, Aru otoci i zaljev Cenderawasih .
- P. o. intermedius Hartert, 1895 - Trobriandsko otočje i D'Entrecasteaux.
- P. o. meeki Hartert, 1898 - otok Tagula.
- P. o. marmoratus Gould, 1855 - sjeveroistok Australije.
- P. o. plumiferus Gould, 1846 - obala istočne Australije.

## Vanjske poveznice
|  | Zajednički poslužitelj ima još gradiva o temi Podargus ocellatus |
|  | Wikivrste imaju podatke o taksonu Podargus ocellatus             |